# Boško Simonović
Boško Simonović (ur. 12 lutego 1898 w Šidzie, zm. 5 sierpnia 1965 w Belgradzie) – chorwacki trener piłkarski. Selekcjoner reprezentacji Jugosławii podczas mistrzostw świata 1930.
Nie wiadomo nic o ewentualnej karierze zawodniczej Boško Simonovicia. Pewnym jest natomiast, że studiował architekturę na Uniwersytecie w Zagrzebiu. W roku 1929 był szkoleniowcem Vojvodiny Nowy Sad. Pięciokrotnie wybierany selekcjonerem reprezentacji Jugosławii (lata 1930–1932, 1933–1934, 1935, 1939 oraz 1940), w tym podczas pierwszej edycji mistrzostw świata w Urugwaju.